# Hippeastrum
Genre
Classification APG III (2009)
Hippeastrum (les hippéastres) est un genre botanique d'environ 80 espèces de plantes à bulbes natives des régions tropicales et subtropicales d'Amérique centrale et d'Amérique du Sud (du nord de l'Argentine au Mexique et dans les Caraïbes). Il appartient à la famille des Liliaceae selon la classification classique. La classification phylogénétique le place dans la famille des Amaryllidaceae.
Certaines espèces sont communément cultivées pour leurs grosses fleurs et, par abus de langage, sont appelés par le nom vernaculaire « amaryllis », le confondant avec le genre Amaryllis qui appartient à la même famille botanique et dont il est le genre type.

## Description

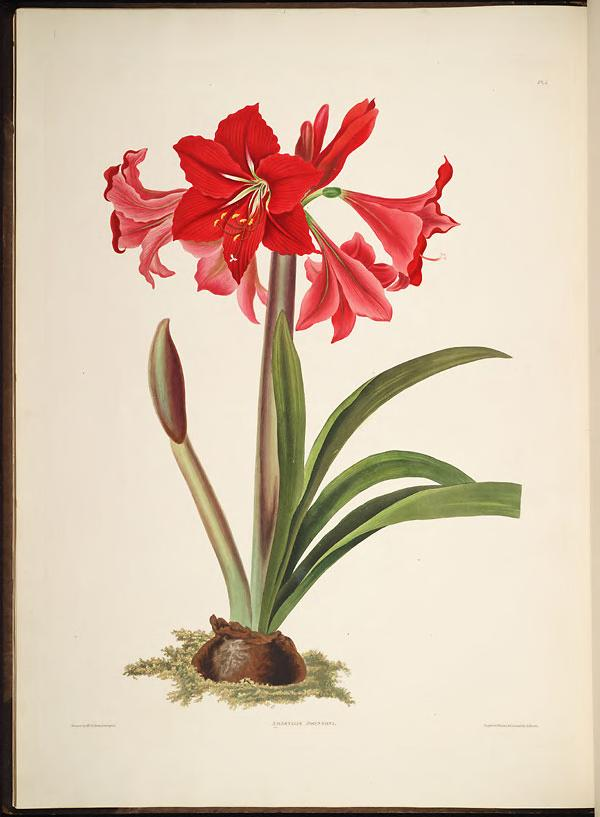
Planche botanique de 1831 (hybride Hippeastrum ×johnsonii).
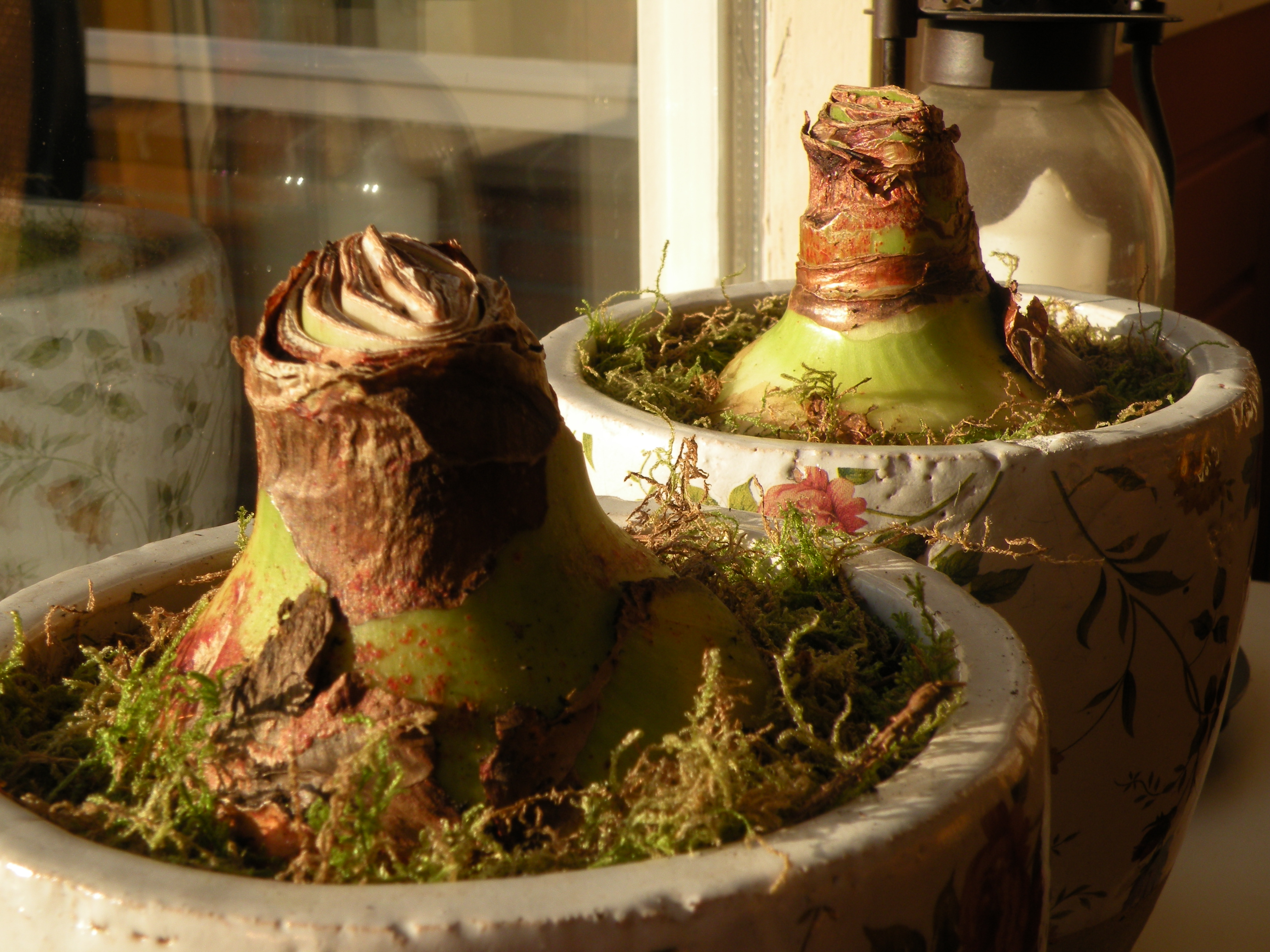
Bulbes.
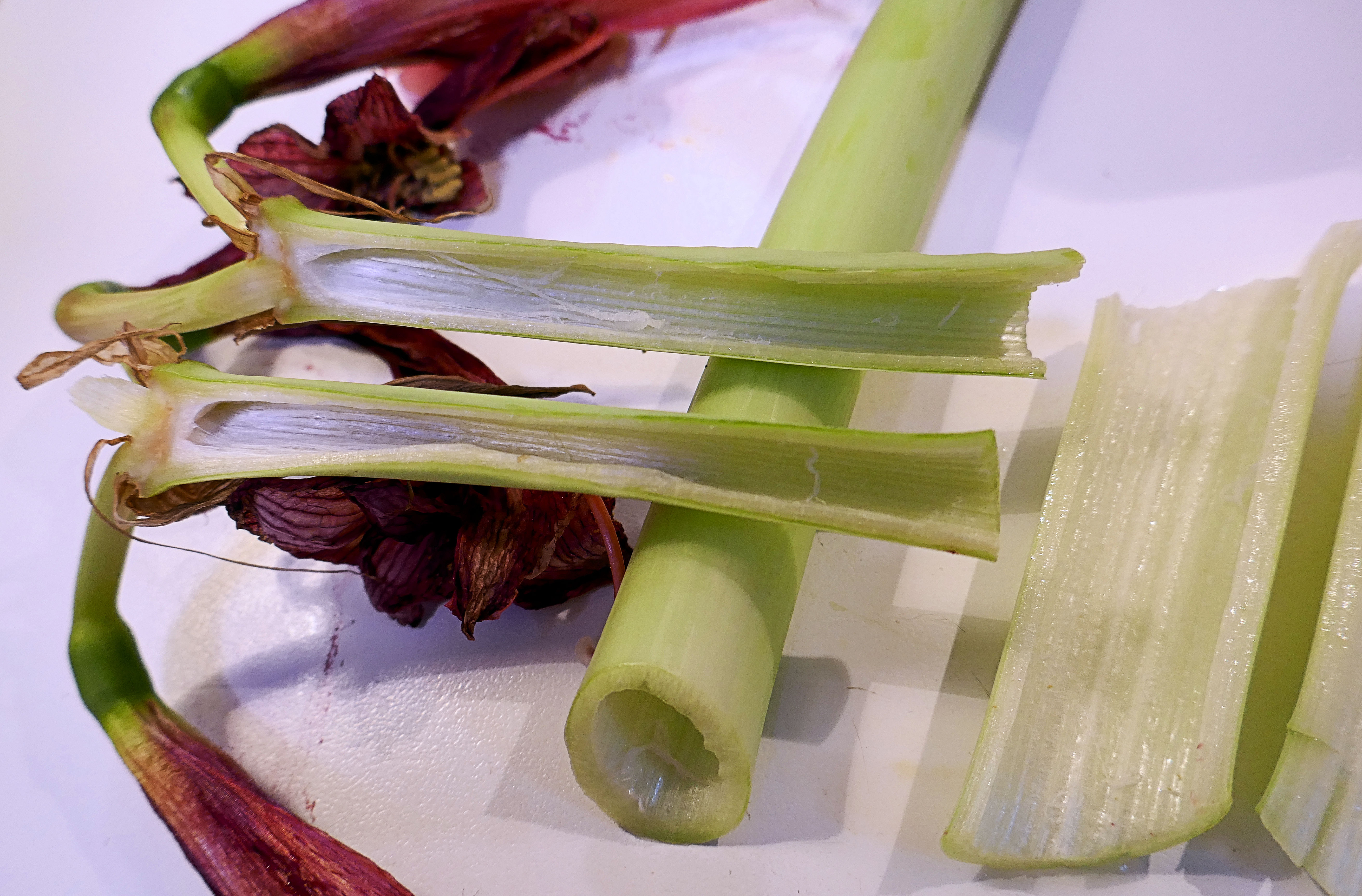
Tiges en coupe.
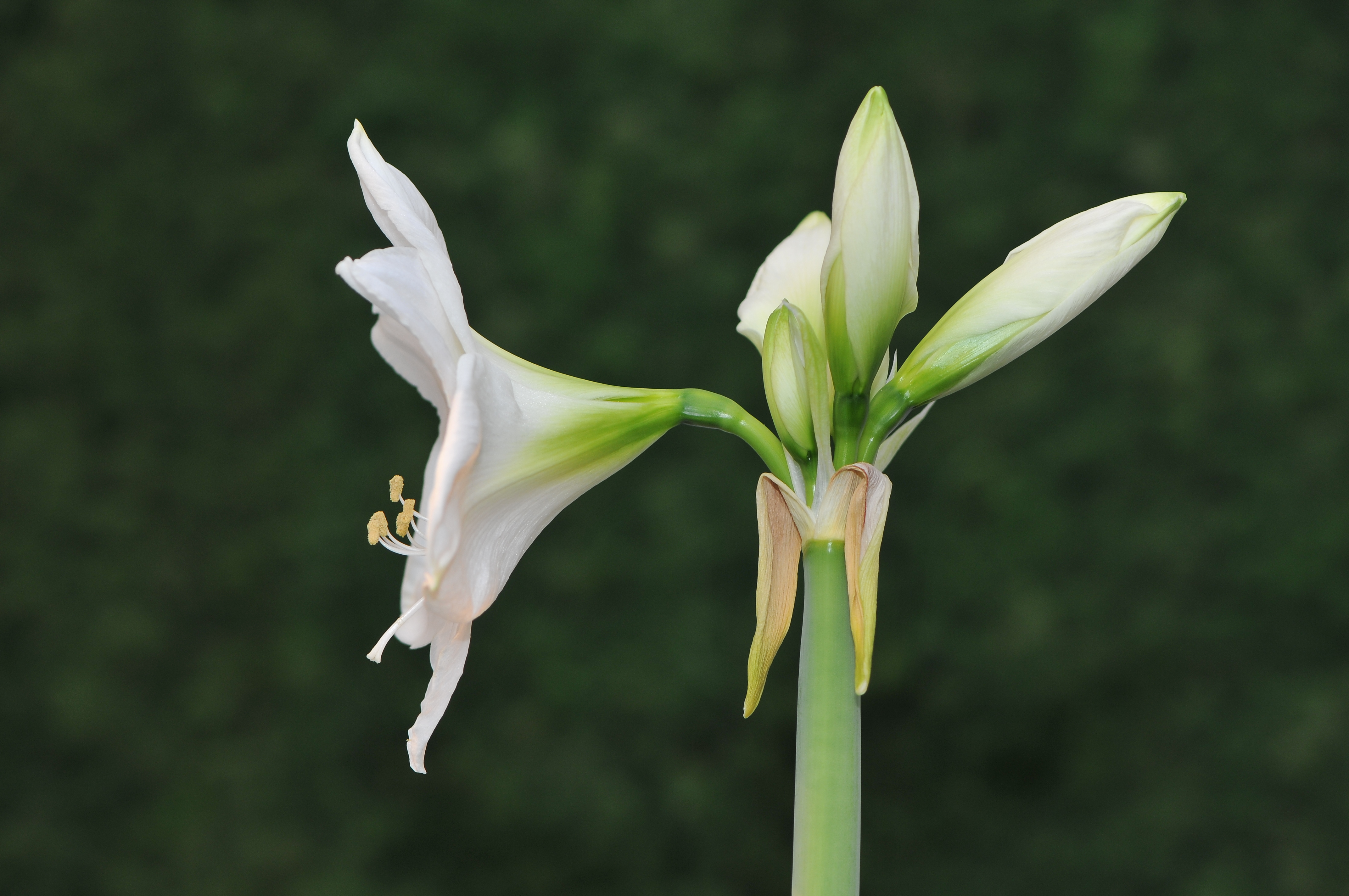
Inflorescence.
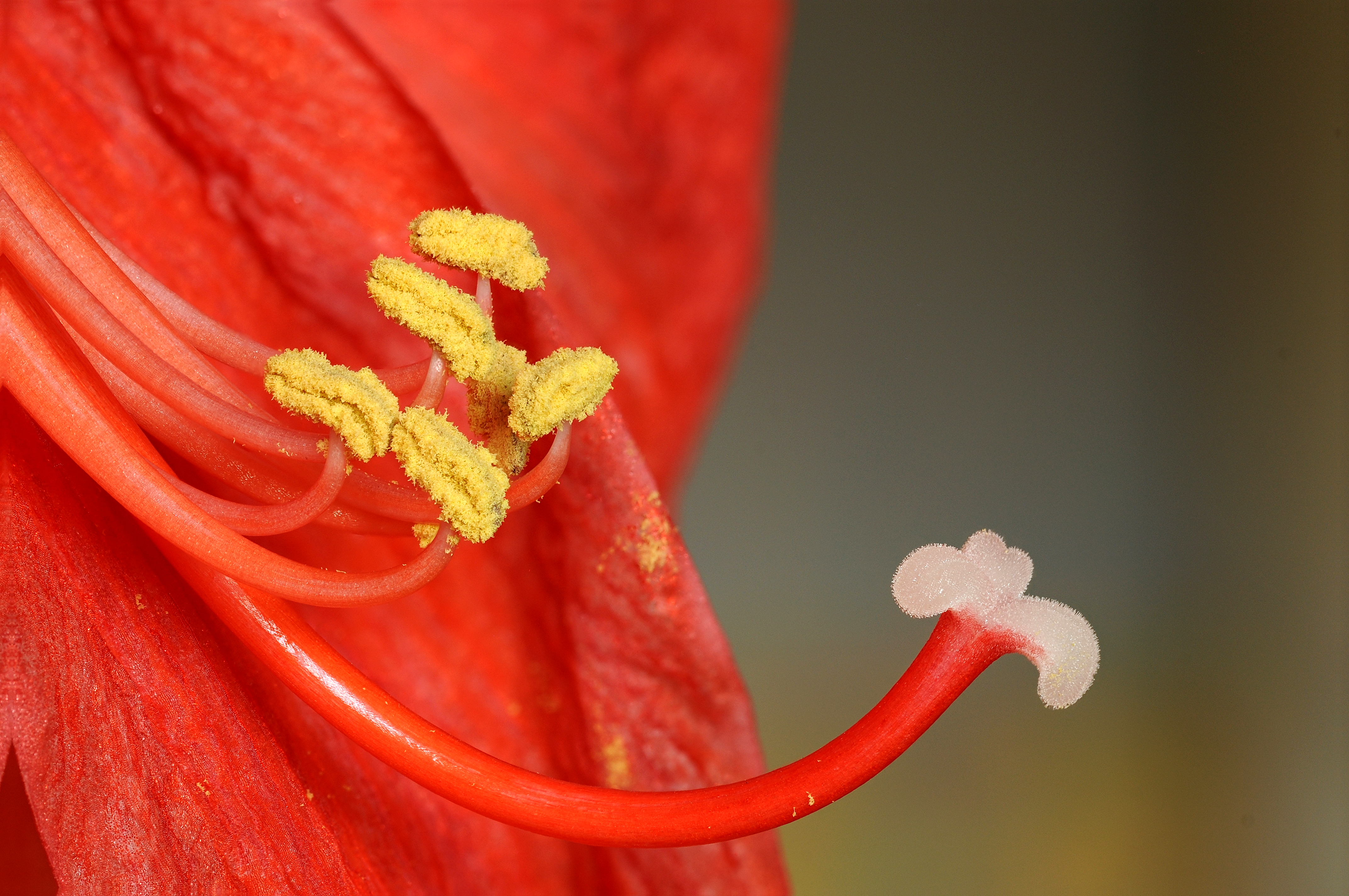
Détail d'une fleur.
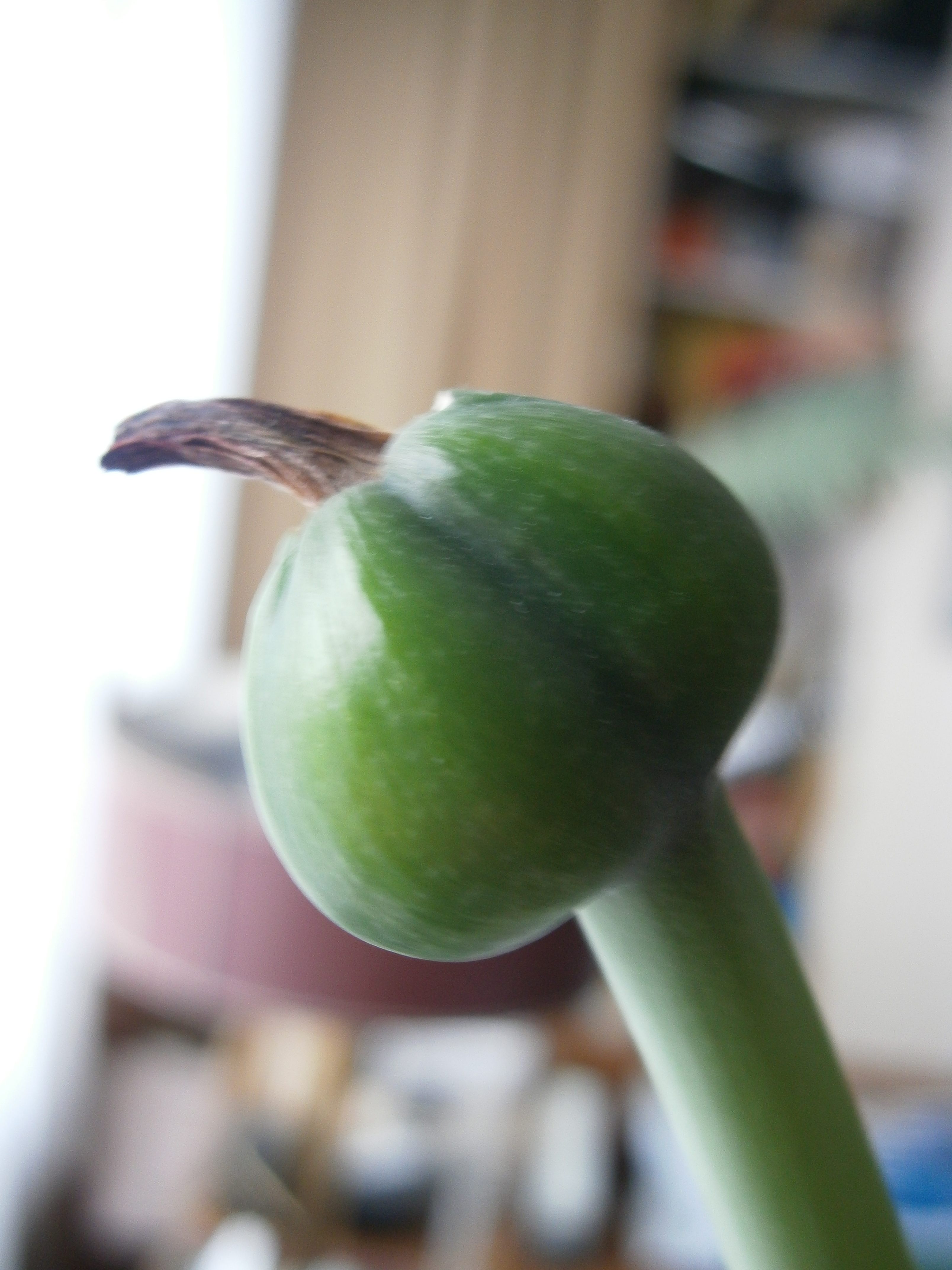
Jeune fruit.
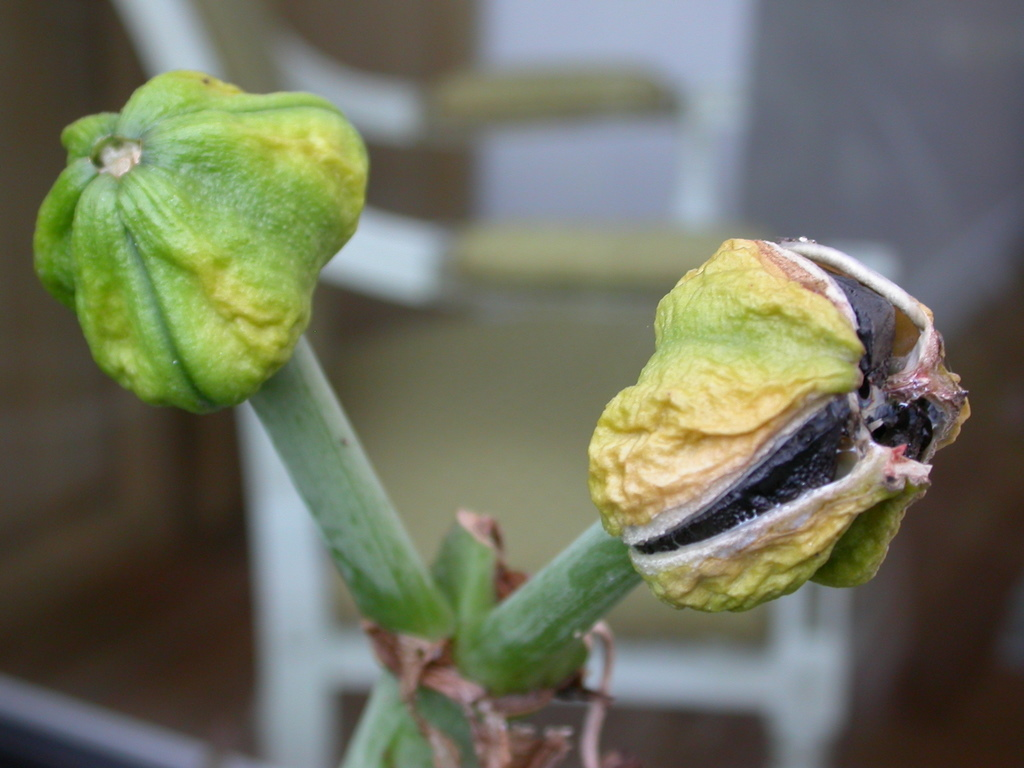
Fruits à maturité.
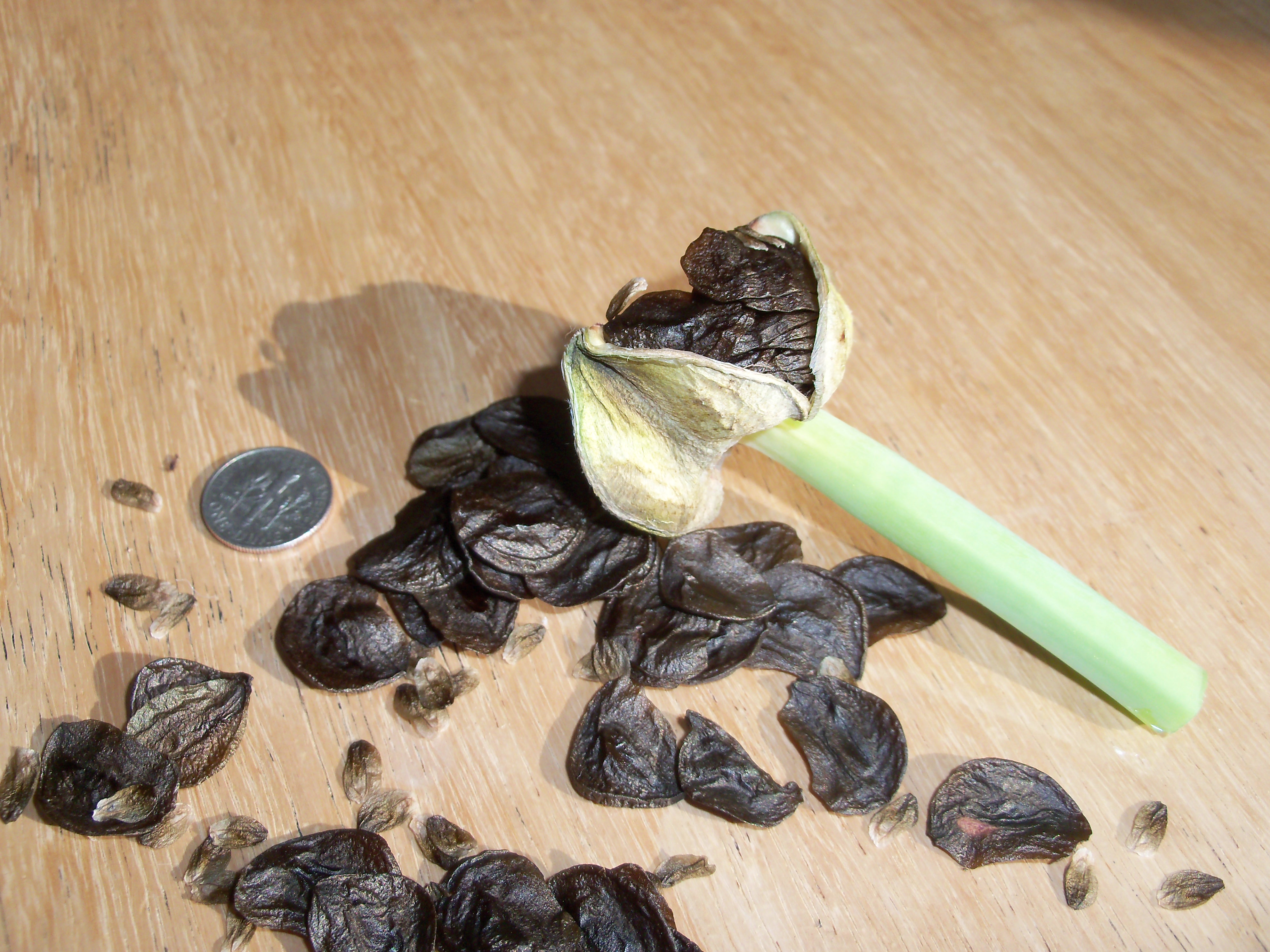
Fruit déhiscent coupé avec ses graines. Une pièce de 10 c est montrée pour l'échelle.

## Cycle de vie
Ce n’est qu’après plusieurs années que la jeune amaryllis arrivera à maturité sexuelle et sera en mesure de produire des fleurs. Par la suite, celle-ci peut fleurir une fois par année, mais chez H. striatum, une floraison peut s’observer plusieurs fois dans la même année. 
Le cycle de floraison se déroule en trois étapes; soit la floraison elle-même, l’acquisition de réserves énergétiques, suivie par la suite d’une période de repos. Comme l’amaryllis est une plante vivace, ce cycle recommence jusqu’à ce que le bulbe meure.

### Floraison
Pendant cette période, amorcée par un arrosage progressif, le bulbe germe et un bourgeon floral commence à apparaître quatre à six semaines plus tard. Celui-ci, pouvant atteindre jusqu’à 45 cm de haut, fleurira, puis restera pendant deux à trois semaines pour ensuite laisser la place aux feuilles qui apparaîtront généralement pendant ou légèrement après la floraison. Ce faisant, la photosynthèse est très faible pendant cette période. Ce sont principalement les réserves présentes dans le bulbe qui permettent à la tige florale de croître. Lorsque les fleurs ont fané, la tige florale peut être coupée à environ cinq centimètres de la base, pour que le bulbe ne dépense pas d'énergie à produire des graines.
Contrairement aux Amaryllis vraies, chez les Hippeastrum, le feuillage pousse en même temps que la hampe florale. Bien qu'en général, les bulbes horticoles hollandais produisent d'abord une hampe florale un peu avant que la plante ne commence à produire des feuilles, tandis que les bulbes d'Afrique du Sud produisent habituellement des feuilles et une hampe florale simultanément.

Différencier l'amaryllis des fleuristes de l'amaryllis vraie
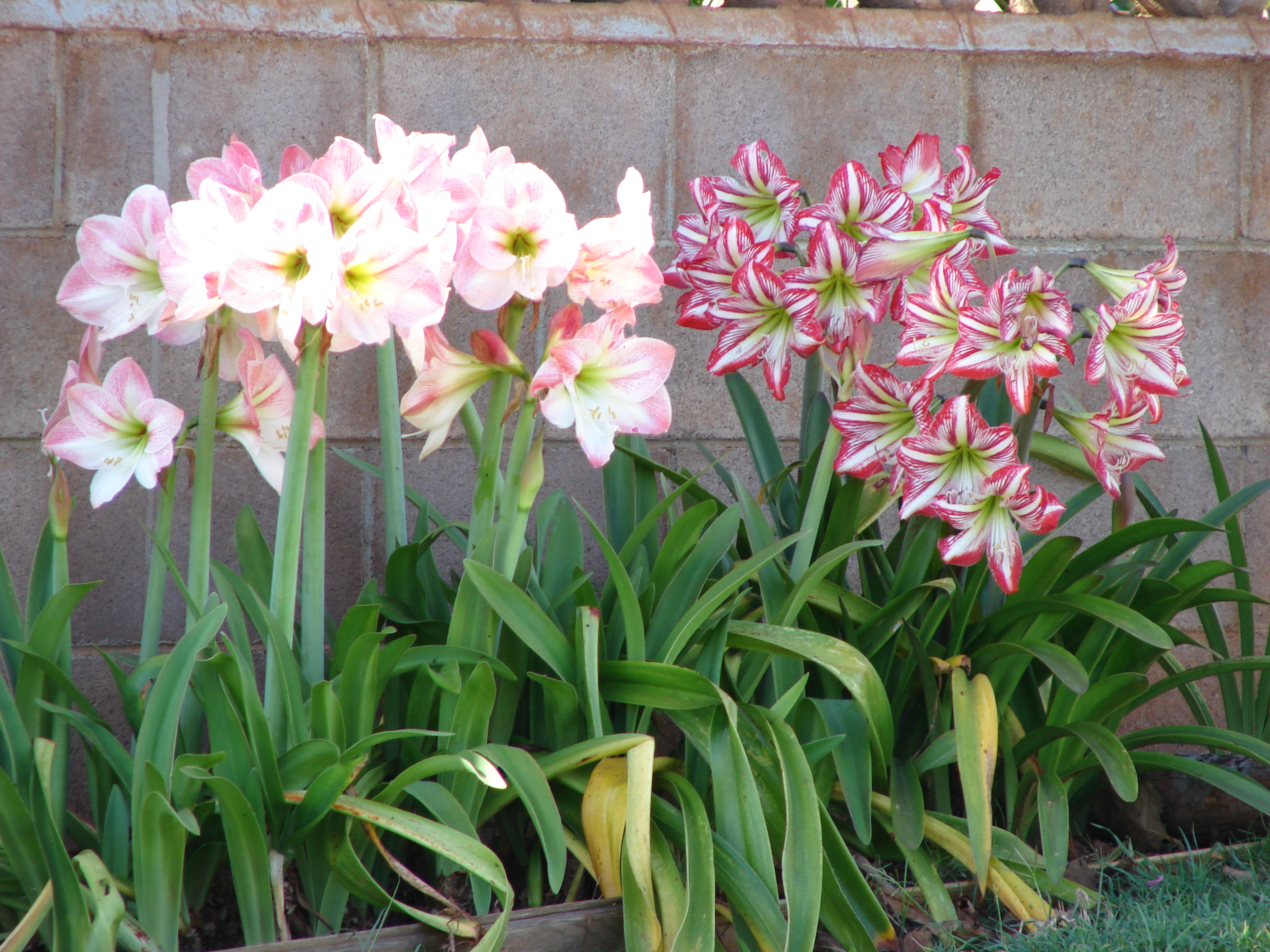
Floraison et feuillage d'Hippeastrum sont simultanés
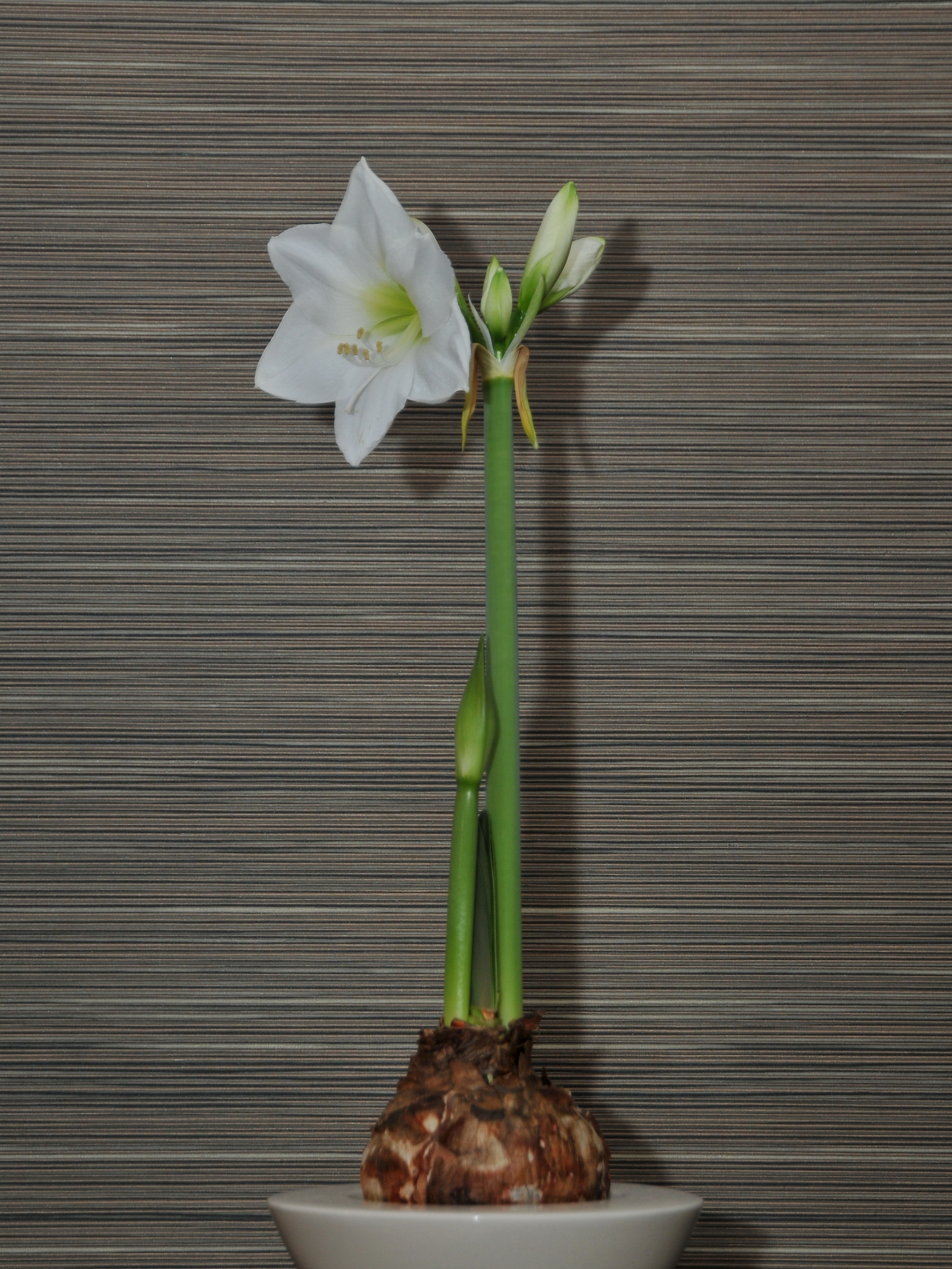
Cultivar d'Hippeastrum au feuillage légèrement différé
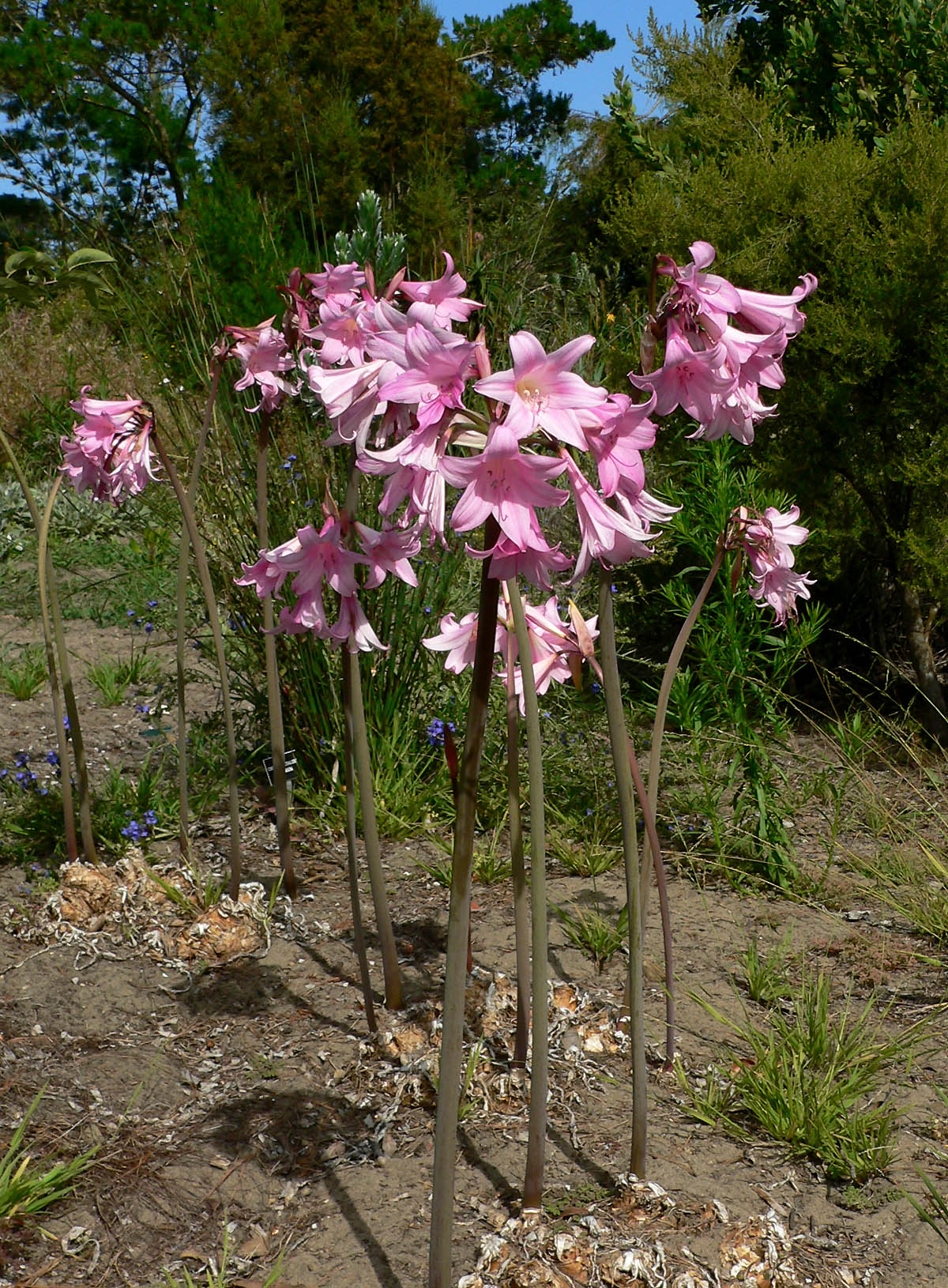
Floraison d'Amaryllis belladonna, avant le feuillage

### Acquisition de réserves

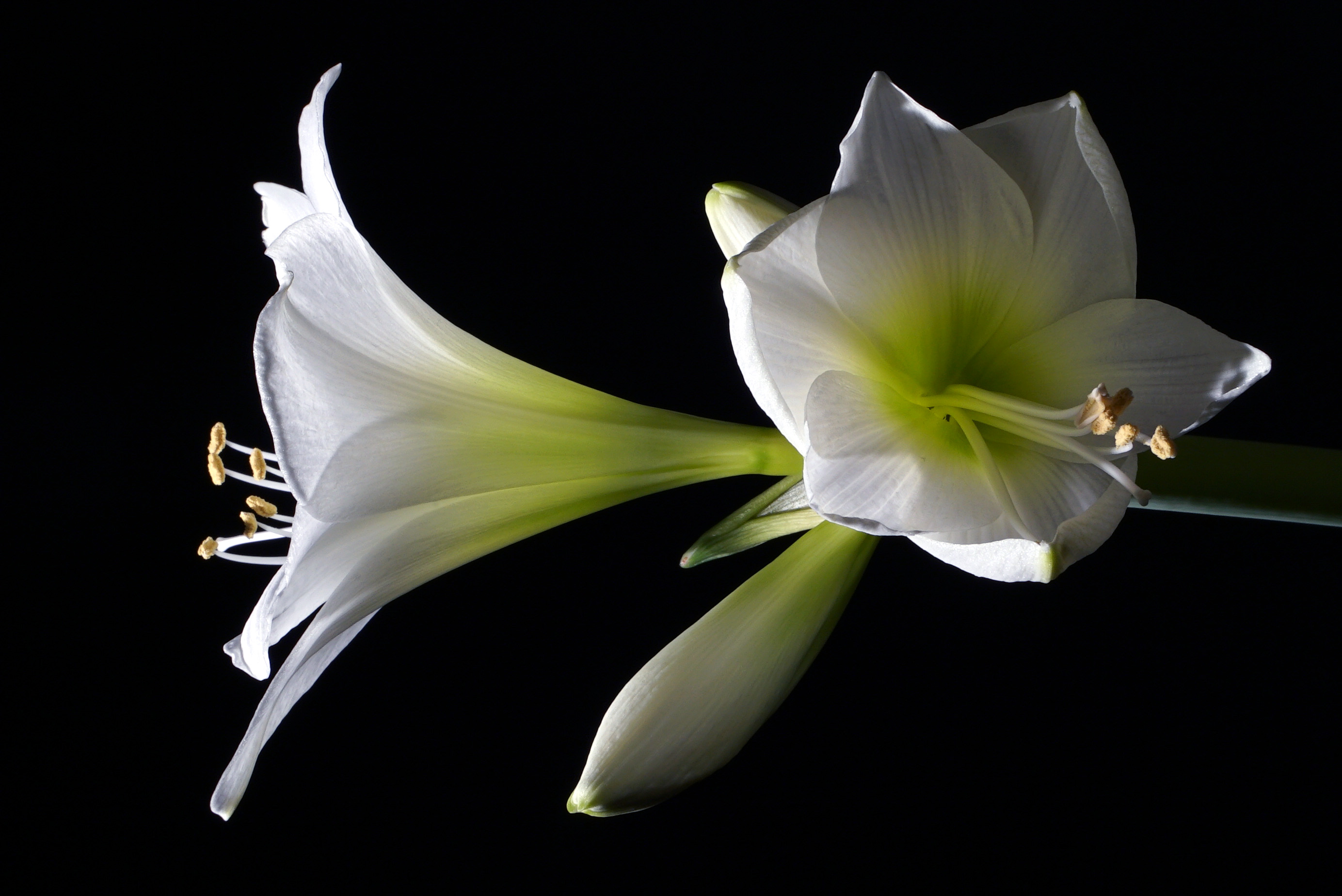
Hippeastrum face et profil.

Après la floraison, les feuilles resteront sur une période de plusieurs mois pour emmagasiner des réserves énergétiques dans le bulbe grâce au processus de la photosynthèse qui convertit l’énergie lumineuse en énergie utilisable par la plante. C’est pourquoi pendant cette période, il est important de bien arroser la plante et de la positionner dans un endroit chaud et bien exposé au soleil.
Pendant cette période, la couche du bulbe qui contenait les réserves énergétiques s’amincit et s’assèche, ajoutant ainsi une couche protectrice autour du bulbe. Cette dernière est donc remplacée par d’autres feuilles qui, une fois coupées, constitueront le nouveau lieu d’entreposage de réserves énergétiques de la plante.

### Période de repos
La période de repos est critique pour l’amaryllis. Sans elle, le bulbe ne refleurira pas l’année suivante. C’est pourquoi, après l’acquisition des réserves, il faut réduire progressivement l’arrosage de la plante pour que les feuilles commencent à sécher, puis finalement couper ces dernières. On entrepose alors le bulbe dans un endroit sombre et frais pendant une période de dix à douze semaines, puis le cycle recommence.

## Toxicité
L'amaryllis est toxique à la consommation.

## Histoire

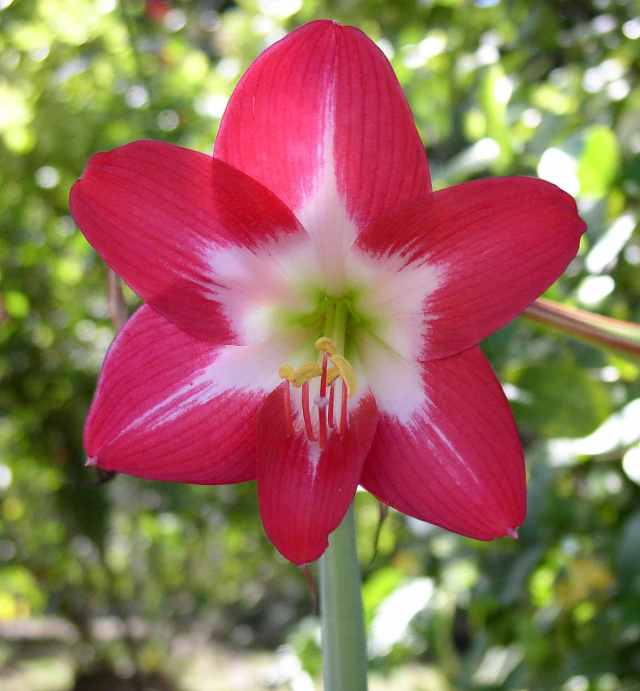
Hippeastrum en forme d'étoile à six branches.

Le nom Hippeastrum a été choisi par le révérend William Herbert en 1837. Personne ne sait pourquoi il a choisi ce nom, mais on peut trouver une ressemblance des bourgeons sur le point de s'ouvrir avec une oreille de cheval et plus clairement, la fleur ressemble à une étoile à six branches. (du grec hippo, « cheval » et du latin aster, « étoile »)
Les premiers pépiniéristes à commercialiser des Hippeastrum furent des Hollandais qui importèrent de nombreuses espèces du Mexique et d'Amérique du Sud et commencèrent à développer des cultivars et des hybrides au début du XVIIIe siècle ; les premiers plants hollandais arrivèrent aux États-Unis au début du XIXe siècle. En 1946, deux pépiniéristes hollandais partirent pour l'Afrique du Sud et y commencèrent la culture intensive d'Hippeastrum. Bien que la majorité des Hippeastrums proviennent de Hollande et d'Afrique du Sud, des bulbes sont aujourd'hui aussi produits aux États-Unis, au Japon, en Israël, en Inde, au Brésil et en Australie. Ceux à fleurs doubles du Japon sont particulièrement appréciés.

## Culture
L’Hippeastrum est une plante d'intérieur très populaire. Le bulbe est fragile mais, à part sa sensibilité au gel, il est facile de le cultiver, avec une belle récompense pour peu d'efforts, spécialement pour ceux qui fleurissent à l'intérieur en plein hiver. Il peut aussi être cultivé à l'extérieur dans les régions au climat tempéré.
Température optimale de croissance des plantes petites : 20−23 °C environ (plus fraîche, 16−18 °C, pendant la floraison pour prolonger la durée des fleurs). 7 à 16 °C en hiver quand les feuilles et les fleurs sont fanées, on arrête d’arroser et on garde le pot dans un placard à l'abri de l'humidité pour 3-4 mois jusqu'à la nouvelle poussée de croissance (on voit les feuilles recommencer à pousser).
Taille du pot : choisir un grand pot (5-10 fois la taille du bulbe) et une certaine quantité de pouzzolane ou billes d'argile pour favoriser la circulation de l'air. (En nature, il vit sur les rochers avec les racines en plein air. Les recherches ont montré que la culture en grands pots rend des bulbes plus grands et plus nombreux). Enterrer à moitié les petits bulbes du commerce dans un pot laissant le bulbe 1/3 dehors. Le bulbe ne refleurit pas la première année. Il aime un mélange drainant, assez riche mais certaines espèces peuvent être cultivées en hydroponie (les Hippeastrum aulicum, Hippeastrum calyptratum, etc. qui sont en nature des épiphytes).
Arrosage : maintenir le sol humide pendant la période active de la plante. (Eau un peu chaude ou à température ambiante) Ajouter de l'engrais organique chaque semaine de mai à septembre. (Attention : en culture hydroponique les engrais sont utilisés en dose très faibles - quelques gouttes)
Rempotage en été lors du changement de feuillage, lorsque le bulbe et ses rejets sont devenus trop gros pour le pot. Toujours après la floraison.
Multiplication : Séparation des rejets à la même période (mais on peut les laisser en touffe dans un gros pot). Ou culture des semis. L'Hippeastrum se multiplie bien par graines mais la première floraison nécessite plusieurs années. La méthode de la flottaison sur l'eau présente l'inconvénient de la grande fragilité des racines au moment de la transplantation en terre.

## Couleurs et types

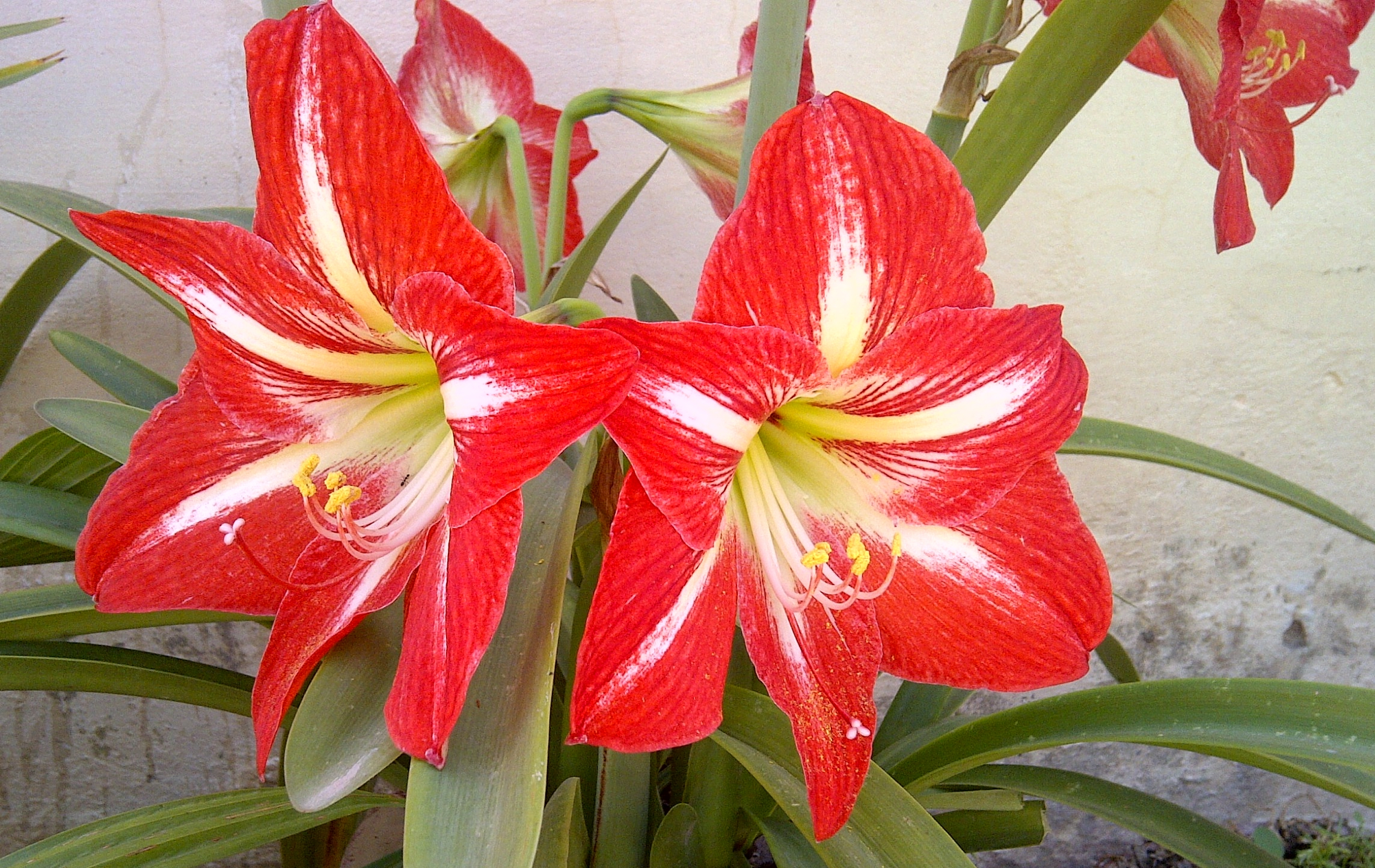
Hippeastrum à rayures

On trouve des Hippeastrum rouges, roses, blancs, orange et jaunes avec des variations à rayures et à bordures différentes. Certaines fleurs ont une couleur uniforme sur les six tépales alors que d'autres ont une couleur plus prononcée sur les tépales supérieurs.
Il y a 5 types d'Hippeastrum:
1. fleurs simples;
2. fleurs doubles;
3. miniature;
4. Hippeastrum cybister;
5. trompette.

Les bulbes d’Hippeastrum peuvent faire plus de 10 cm de diamètre et produire 3 à 7 longues feuilles (parfois persistantes) de 10 à 60 cm de long et 1 à 5 cm de large. La tige florale creuse s'érige de 5 à 60 cm de haut et de 1 à 3 cm de diamètre. Elle porte de 2 à 5 grosses fleurs à l'apex, chaque fleur mesurant de 10 à 20 cm de large, avec 6 tépales (3 intérieurs et 3 extérieurs d'apparence similaire).

## Maladies
Les problèmes les plus fréquents sont les acariens (Steneotarsonemus laticeps d'environ 0,2 mm et les araignées rouges ou jaunes) et les souches de phytophtora ou autres champignons (la plus fréquente étant Stagonospora curtisii)
Symptômes d'infection par Stagonospora : des taches rouges qui deviennent longitudinales avec le temps, croissance un peu réduite, tiges florales en angle et à la fin pourriture du bulbe. Les bulbes très affectés doivent être jetés. Si le bulbe est encore peu touché, on peut essayer un traitement en eau chaude : le bulbe (de préférence sans feuilles) est mis dans l'eau à 40−46 °C ; maintenir la température constante pour au moins 30 minutes. Les recherches sur les bulbes cultivés en champ ouvert ont montré qu'à 46 °C, Steneotarsonemus est détruit aussi. Dans son environnement naturel (Amérique du Sud), les températures en été montent à 50 °C à l'ombre et les plantes sont très résistantes aux maladies, mais les exemplaires qui viennent des endroits plus frais peuvent avoir du mal à supporter des températures si élevées.
Steneotarsonemus laticeps est difficile à contrôler après l'infection. On recommande un traitement préventif à l'achat des nouveaux bulbes.
Solutions biologiques : soufre en poudre, charbon de bois en surface de sol, eau oxygénée en pulvérisation, plantes « compagnon » : Allium et bien d'autres.

## Prédateurs
Les espèces d’Hippeastrum sont utilisées comme nourriture par les chenilles de certaines espèces de lépidoptères, telles qu'Hypercompe indecisa.

## Langage des fleurs
Dans le langage des fleurs, l'hippeastrum communément appelé « amaryllis » symbolise l'artifice.

## Liste des espèces
Les auteurs acceptent environ 90 espèces à l'heure actuelle :
- Hippeastrum aglaiae (A.Cast.) Hunz. & A.A.Cocucci
- Hippeastrum amaru (Vargas) Meerow
- Hippeastrum andreanum Baker
- Hippeastrum angustifolium Pax
- Hippeastrum anzaldoi (Cárdenas) Van Scheepen
- Hippeastrum apertispathum (Traub) H.E.Moore
- Hippeastrum araripinum (Ravenna) Meerow
- Hippeastrum arboricola (Ravenna) Meerow
- Hippeastrum argentinum (Pax) Hunz.
- Hippeastrum aulicum (Ker Gawl.) Herb.
- Hippeastrum aviflorum (Ravenna) Dutilh
- Hippeastrum blossfeldiae (Traub & J.L.Doran) Van Scheepen
- Hippeastrum brasilianum (Traub & J.L.Doran) Dutilh
- Hippeastrum breviflorum Herb.
- Hippeastrum bukasovii (Vargas) Gereau & Brako
- Hippeastrum caiaponicum (Ravenna) Dutilh
- Hippeastrum calyptratum (Ker Gawl.) Herb.
- Hippeastrum canterai Arechav.
- Hippeastrum caupolicanense (Cárdenas) Van Scheepen
- Hippeastrum chionedyanthum (Cárdenas) Van Scheepen
- Hippeastrum condemaitae (Vargas & E.Pérez) Meerow
- Hippeastrum correiense (Bury) Worsley
- Hippeastrum crociflorum Rusby
- Hippeastrum curitibanum (Ravenna) Dutilh
- Hippeastrum cuzcoense (Vargas) Gereau & Brako
- Hippeastrum cybister (Herb.) Benth. ex Baker
- Hippeastrum damazianum Beauverd
- Hippeastrum divijulianum (Cárdenas) Meerow
- Hippeastrum doraniae (Traub) Meerow
- Hippeastrum elegans (Spreng.) H.E.Moore
- Hippeastrum escobaruriae (Cárdenas) Van Scheepen
- Hippeastrum espiritense (Traub) H.E.Moore
- Hippeastrum evansiae (Traub & I.S.Nelson) H.E.Moore
- Hippeastrum ferreyrae (Traub) Gereau & Brako
- Hippeastrum forgetii Worsley
- Hippeastrum fragrantissimum (Cárdenas) Meerow
- Hippeastrum fuscum Kraenzl.
- Hippeastrum gertianum (Ravenna) Dutilh
- Hippeastrum glaucescens (Mart. ex Schult. & Schult.f.) Herb.
- Hippeastrum goianum (Ravenna) Meerow
- Hippeastrum guarapuavicum (Ravenna) Van Scheepen
- Hippeastrum harrisonii (Lindl.) Hook.f.
- Hippeastrum hemographes (Ravenna) Dutilh
- Hippeastrum hugoi (Vargas) Gereau & Brako
- Hippeastrum iguazuanum (Ravenna) T.R.Dudley & M.Williams
- Hippeastrum incachacanum (Cárdenas) Van Scheepen
- Hippeastrum intiflorum (Vargas) Gereau & Brako
- Hippeastrum kromeri (Worsley) Meerow
- Hippeastrum lapacense (Cárdenas) Van Scheepen
- Hippeastrum leonardii (Vargas) Gereau & Brako
- Hippeastrum leopoldii T.Moore
- Hippeastrum leucobasis (Ravenna) Dutilh
- Hippeastrum macbridei (Vargas) Gereau & Brako
- Hippeastrum machupijchense (Vargas) D.R.Hunt
- Hippeastrum mandonii Baker
- Hippeastrum maracasum (Traub) H.E.Moore
- Hippeastrum marumbiense (Ravenna) Van Scheepen
- Hippeastrum minasgerais (Traub) Meerow
- Hippeastrum miniatum (Ruiz & Pav.) Herb.
- Hippeastrum mollevillquense (Cárdenas) Van Scheepen
- Hippeastrum monanthum (Ravenna) Meerow
- Hippeastrum morelianum Lem.
- Hippeastrum nelsonii (Cárdenas) Van Scheepen
- Hippeastrum oconequense (Traub) H.E.Moore
- Hippeastrum papilio (Ravenna) Van Scheepen
- Hippeastrum paquichanum (Cárdenas) Dutilh
- Hippeastrum paradisiacum (Ravenna) Meerow
- Hippeastrum paranaense (Traub) Meerow
- Hippeastrum pardinum (Hook.f.) Dombrain
- Hippeastrum parodii Hunz. & A.A.Cocucci
- Hippeastrum petiolatum Pax
- Hippeastrum pilcomaicum (Ravenna) Meerow
- Hippeastrum psittacinum (Ker Gawl.) Herb.
- Hippeastrum puniceum (Lam.) Voss
- Hippeastrum reginae (L.) Herb.
- Hippeastrum reticulatum (L'Hér.) Herb.
- Hippeastrum rubropictum (Ravenna) Meerow
- Hippeastrum santacatarina (Traub) Dutilh
- Hippeastrum scopulorum Baker
- Hippeastrum starkiorum (I.S.Nelson & Traub) Van Scheepen
- Hippeastrum striatum (Lam.) H.E.Moore
- Hippeastrum stylosum Herb.
- Hippeastrum teyucuarense (Ravenna) Van Scheepen
- Hippeastrum traubii (Moldenke) H.E.Moore
- Hippeastrum ugentii Ochoa
- Hippeastrum umabisanum (Cárdenas) Meerow
- Hippeastrum vanleestenii (Traub) H.E.Moore
- Hippeastrum variegatum (Vargas) Gereau & Brako
- Hippeastrum viridiflorum Rusby
- Hippeastrum vittatum (L'Hér.) Herb. - Sans doute l'espèce la plus connue
- Hippeastrum wilsoniae L.J.Doran & F.W.Mey.
- Hippeastrum yungacense (Cárdenas & I.S.Nelson) Meerow

## Confusion fréquente
Les Hippeastrum ont une tunique (peau d'oignon) brun-rougeâtre qui sèche est plutôt cassante et adhère bien au bulbe. Amaryllis belladonna a une tunique gris clair.

## Galerie

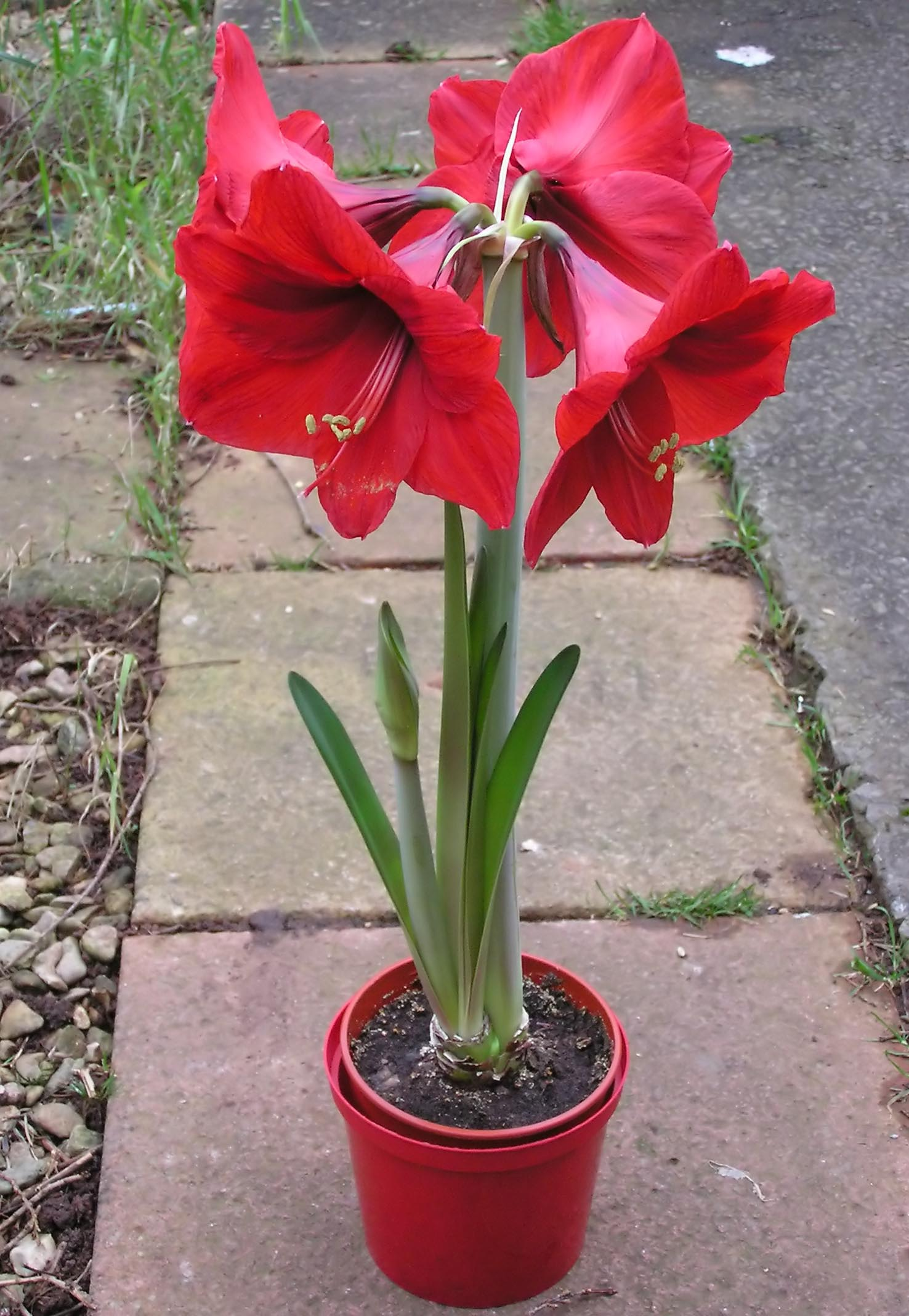
Hippeastrum avec 4 fleurs. Un deuxième bouton floral apparaît.
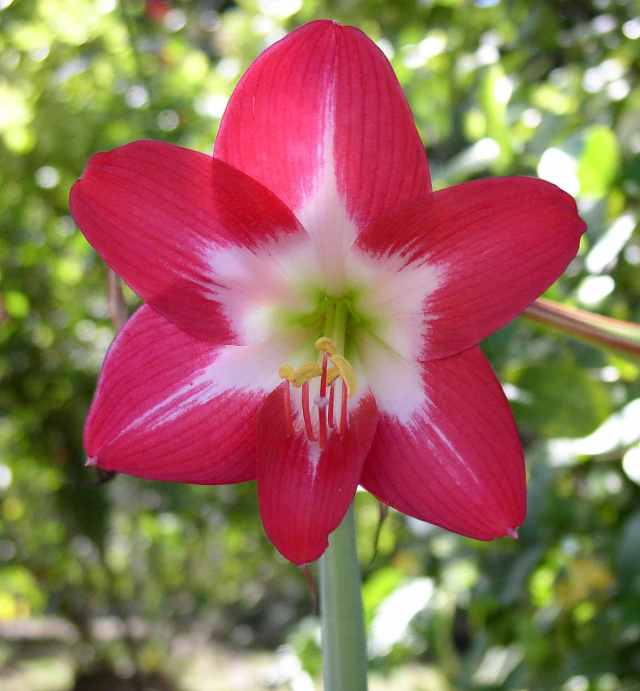
Hippeastrum sp.
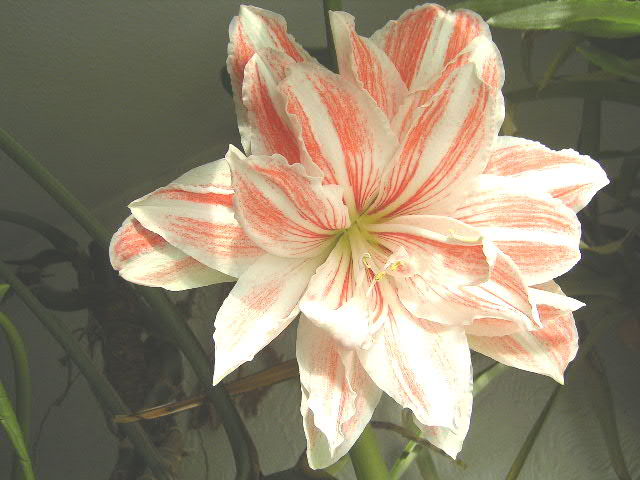
Hippeastrum 'Candy Cane'.
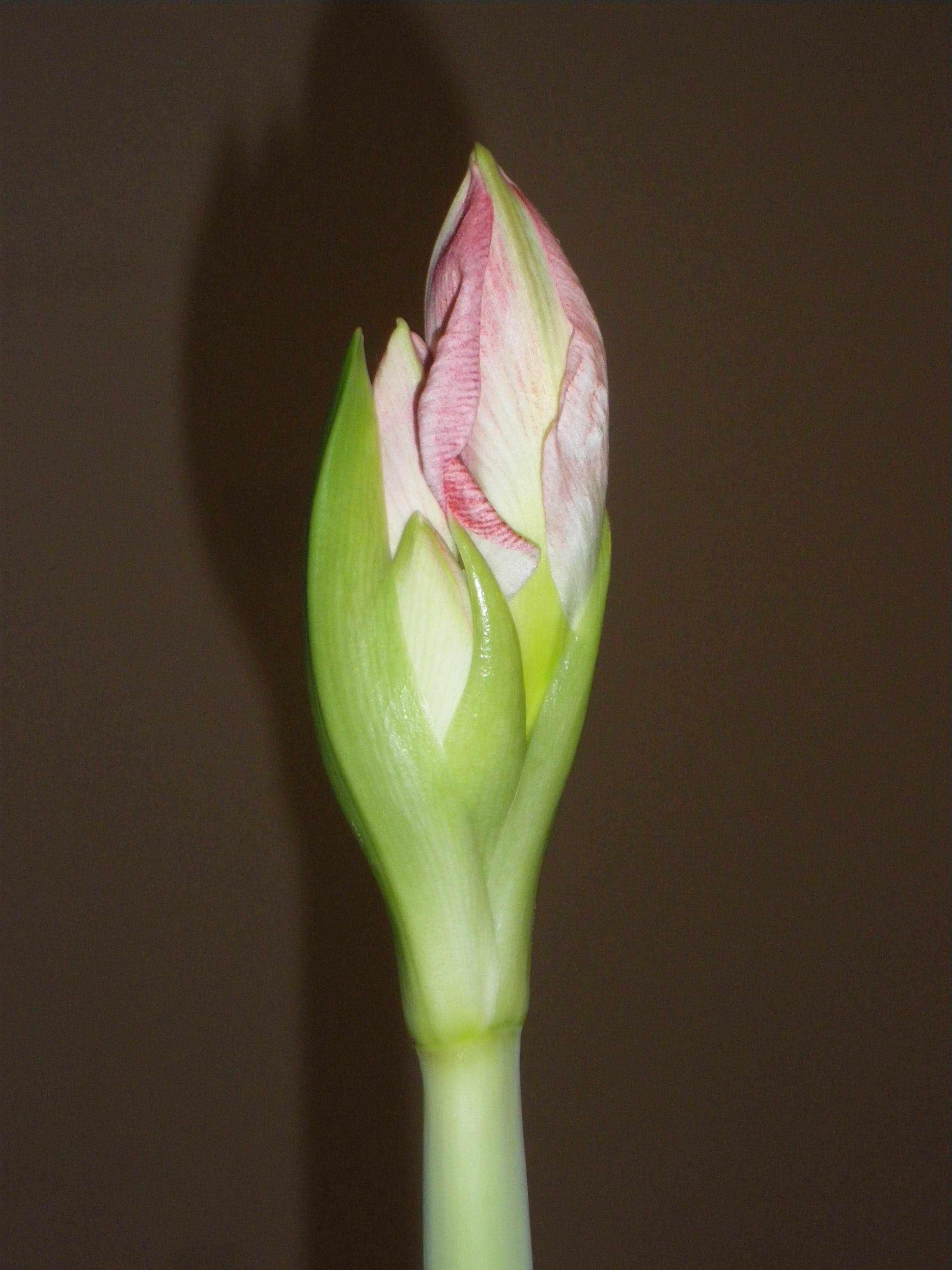
Bouton floral.
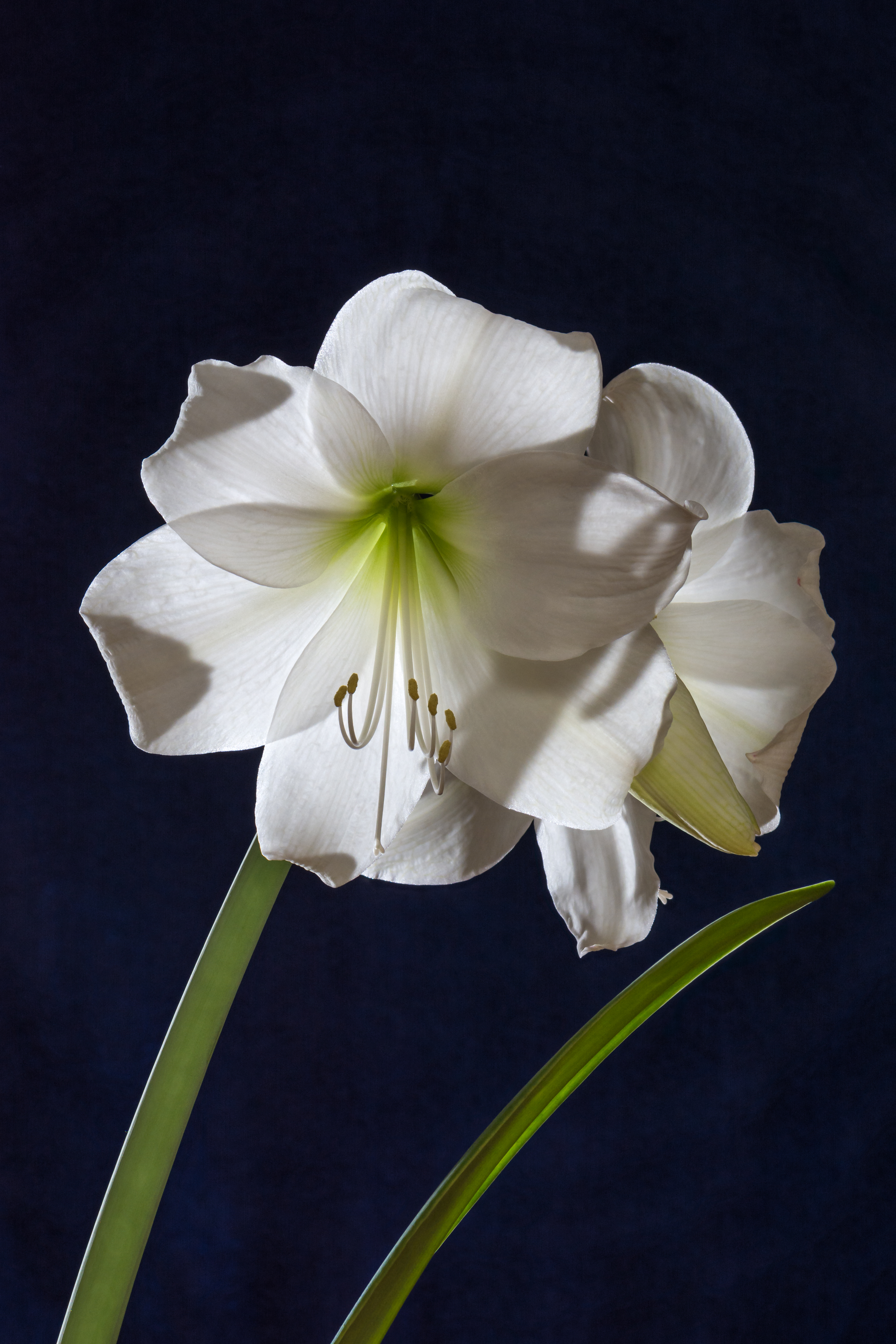
Hippeastrum intokazi.
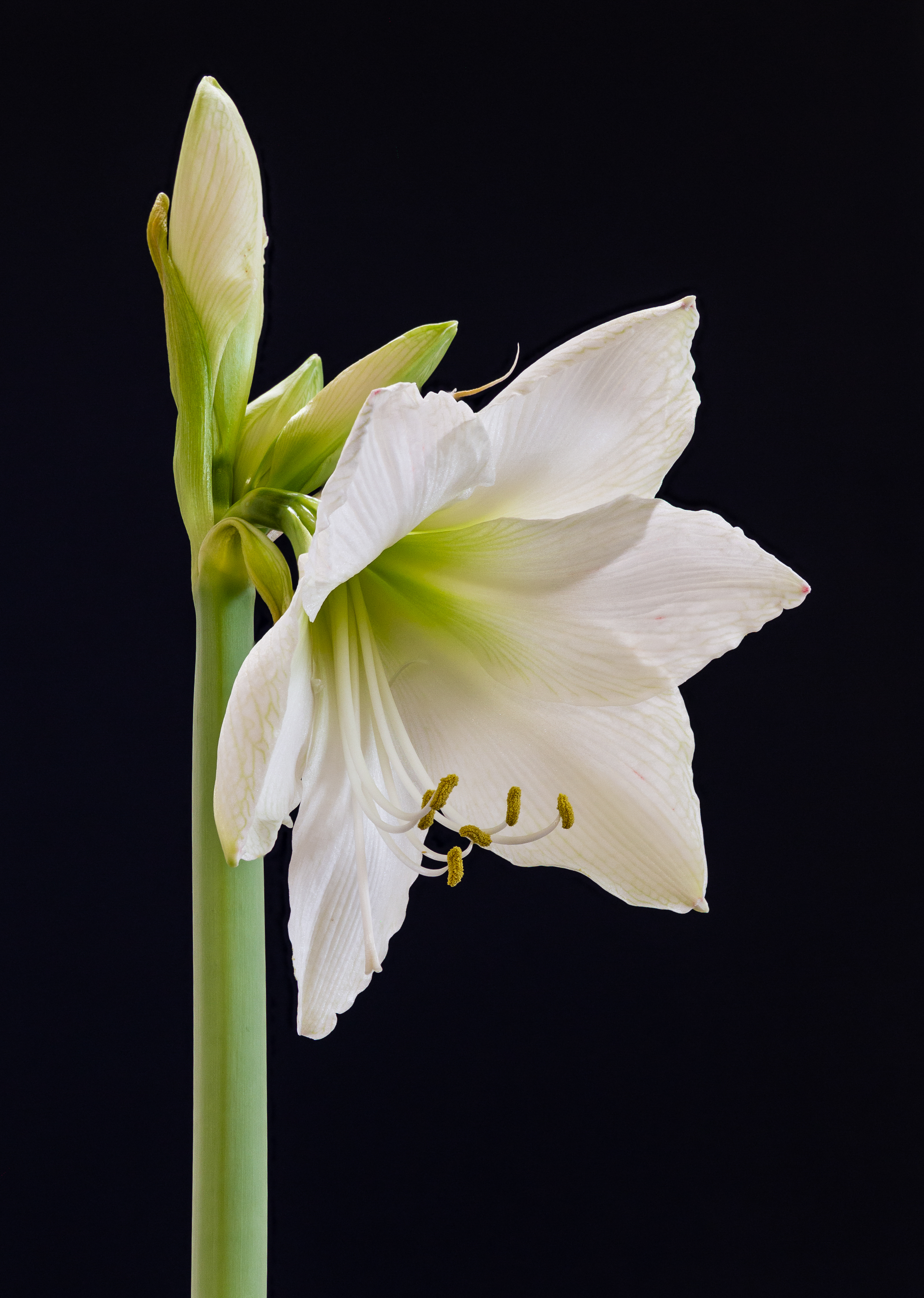
Fleur dHippeastrum.